# Cdcards
El cdcards es un formato que consiste en un pequeño CD-ROM con exactamente las mismas dimensiones que una tarjeta de visita, que además de mostrar los datos normales que se muestran en la misma tarjeta introduce una animación, una presentación o un programa y así poder suministrar, aparte de la información normal de contacto que se suele dar en formato tarjeta, toda la información que la empresa considere necesaria.
Es totalmente personalizable a la imagen corporativa, a la imagen de una campaña que se esté realizando en ese momento o a cualquier objetivo comercial que se desee realizar.

## Formatos
Puede ser de tipo rectangular u ovalada y poseen tres tipos de formato y capacidad: 
- 30 megas de capacidad con 86 mm de largo y 57 de ancho.
- 50 megas de capacidad con 86 mm de largo y 60 de ancho.
- 100 megas de capacidad con 86 mm de largo y 66 de ancho.

- Datos: Q5759677